# 坦皮科 (伊利诺伊州)
坦皮科（Tampico）為美国伊利诺伊州懷特塞德縣坦皮科鎮區的一座村落。根據2010年美國普查，此村落人口有790人，較2000年人口普查時的772人增加18人。此村落為美國第40任總統罗纳德·里根的出生地，而他在童年時曾在此村落短暫生活。

## 歷史

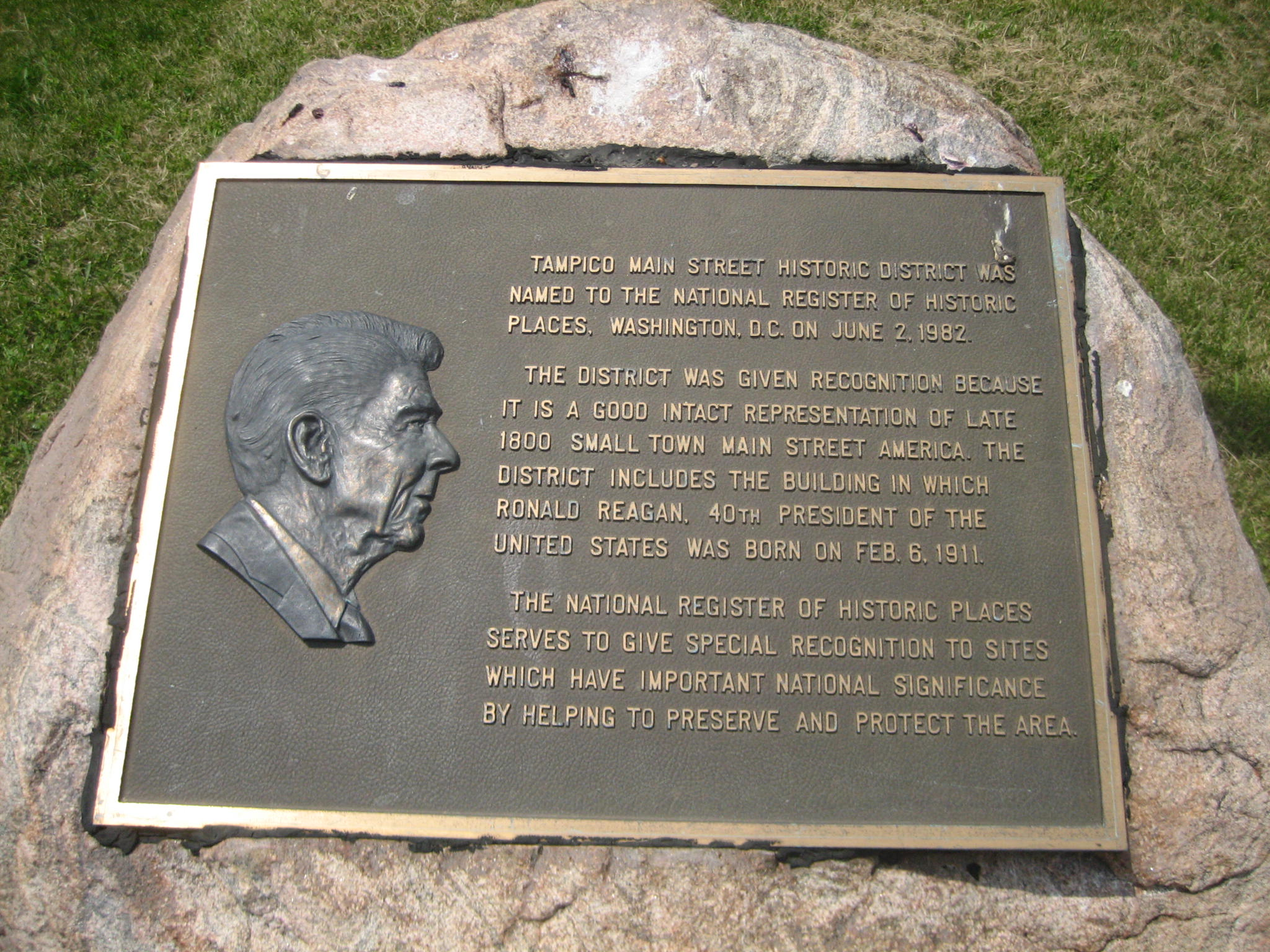
坦皮科主街歷史街區的國家史蹟名錄牌匾

此地區包含坦皮科鎮區曾經是一處沼澤地。首位非原住民定居者於1852年到達此地。坦皮科鎮區成立於1861年。1863年至1864年間將此地區的沼澤水抽出。1874年6月龍捲風襲擊此地區，摧毀了27座建築物。1875年，此村落成立。

## 地理
坦皮科坐落在北緯41度37分50秒、西經89度47分7秒（亦可表示成41.6304686 -89.7853130），海拔高度640英尺（200）。
根據2010年美國普查，此村落總面積為0.39平方英里（1.01平方），全境皆陸地。亨內平運河的支流坐落在坦皮科東方約1英里（1.6）處。
坦皮科位於莫林東北東方約40英里（64）、芝加哥西方約110英里（180）。

## 人口統計
| 调查年                | 人口 | 备注  | %±     |
| --------------------- | ---- | ----- | ------ |
| 1880                  | 424  |       | —      |
| 1890                  | 429  |       | 1.2%   |
| 1900                  | 807  |       | 88.1%  |
| 1910                  | 849  |       | 5.2%   |
| 1920                  | 788  |       | −7.2%  |
| 1930                  | 693  |       | −12.1% |
| 1940                  | 727  |       | 4.9%   |
| 1950                  | 760  |       | 4.5%   |
| 1960                  | 790  |       | 3.9%   |
| 1970                  | 838  |       | 6.1%   |
| 1980                  | 966  |       | 15.3%  |
| 1990                  | 833  |       | −13.8% |
| 2000                  | 772  |       | −7.3%  |
| 2010                  | 790  |       | 2.3%   |
| 2015年估计            | 759  | [ 4 ] | −3.9%  |
| U.S. Decennial Census |      |       |        |

2000年人口普查中顯示，此村落人口有772人，戶數292戶，205個家庭。人口密度為749.5人/每平方公里（1,941.3/每平方英里）。此村落有315棟住宅，平均每平方公里有305.8棟住宅。此村落的居民由白人（佔99.74%）、非裔美國人（佔0.00%）、美洲原住民（佔0.00%）、亞裔美國人（佔0.00%）、其他族裔（佔0.13%）以及混血種族（佔0.13%）所組成，其中有1.55%的居民屬於西班牙裔或拉丁裔美國人。
此村落之戶籍數計有292戶，其中住戶中含有18歲以下孩童者佔33.2%；住戶為已婚且同居的夫婦佔57.2%，住戶為女性單親者佔9.2%；住戶非屬家庭者佔29.5%。住戶為獨自一人居住者佔全戶數的24.7%，其中有13.0%為65歲或以上的獨居老人。每戶住戶平均成員人數為2.64人，每個家庭平均成員人數則是3.10人。
以年齡層分類，未滿18歲者佔28.9%；年齡介在18歲至24歲之間者佔7.9%；年齡介在25歲至44歲之間者佔26.2%；年齡介在45歲至64歲之間者佔23.6%；年齡屆滿65歲者佔13.5%。此村落之居民年齡中位數為36歲。性別比為每100名女性所對應的男性數為102.1名，如只計算18歲或以上的居民，則是每100名女性所對應的男性數為102.6名。
此村落每戶收入中位數為40,221美元，每個家庭平均收入為43,646美元。男性平均收入30,667美元；女性平均收入18,409美元。此村落人均收入為14,467美元。此村落約有8.2%的家庭以及6.4%的居民低於貧窮門檻，其中18歲以下者佔10.2%，65歲以上者佔4.6%。

## 知名人物

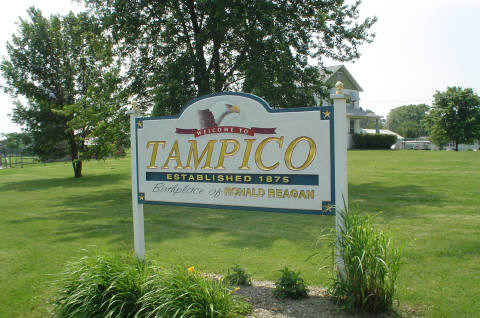
歡迎牌

- 黑茲爾·A·麥卡斯克里姆（英语：Hazel A. McCaskrin）：伊利諾伊州議員，生於坦皮科。
- 罗纳德·里根：美國第40任總統，1911年2月6日生於坦皮科。
- 約瑟·李維：美國海軍上將，曾參與美西战争、第一次世界大战以及第二次世界大战。

## 外部連結
- Official website（页面存档备份，存于）
- Tampico Area Historical Society & Museum（页面存档备份，存于）